# 藤岡幸夫
藤岡 幸夫（ふじおか さちお、1962年〈昭和37年〉6月8日 - ）は、日本の指揮者。東京都文京区出身。

## 略歴
4歳でピアノ、10歳でチェロを始める。文京区立誠之小学校、慶應義塾中等部、慶應義塾高等学校、慶應義塾大学文学部（美学美術史学専攻）卒業。英国王立ノーザン音楽大学（RNCM）指揮科卒業。日本フィルハーモニー交響楽団の指揮研究員を経て渡英する。RNCMでは奨学金特待生に選ばれ、1992年には本来EC諸国出身の若手指揮者に贈られるサー・チャールズ・グローヴズ記念奨学賞を特例で受賞した。同年にマンチェスターで開催されたルトスワフスキ・フェスティヴァルでは作曲者の前で「管弦楽のための協奏曲」を指揮、英『ガーディアン』紙に「計り知れなく将来を約束された指揮者」と絶賛される。1993年、BBCフィルハーモニックの定期演奏会に代役でデビュー。大成功を収め、同楽団には藤岡のためにそれまではなかった副指揮者のポストが新設された。
1994年、ロンドンの夏の風物詩「プロムス」に同オケを指揮しデビューし、ロイヤル・フィルハーモニー管弦楽団、ロイヤル・リヴァプール・フィルハーモニー管弦楽団、ハレ管弦楽団、トゥールーズ・キャピトル国立管弦楽団、ノルウェー放送管弦楽団、メルボルン交響楽団、クイーンズランド交響楽団、ニュージーランド交響楽団他数々の海外オーケストラと共演した。
マンチェスター室内管弦楽団首席指揮者（1995年 - 2000年）、日本フィルハーモニー交響楽団指揮者（1995年 - 2002年）を歴任。2000年から関西フィルハーモニー管弦楽団正指揮者に就任、2007年から首席指揮者、2025年4月から総監督・首席指揮者を務める。音楽監督を務めたオーギュスタン・デュメイ、桂冠名誉指揮者を務めた飯守泰次郎とともに同楽団の看板であり、定期演奏会で斬新なプログラムに挑戦する一方で、「Meet the classic」シリーズや関西各地での演奏会など、クラシック音楽の普及に力点を置いた演奏会をこなしており、同楽団を指揮する回数は年間40を超える。
2002年、渡邉暁雄音楽基金音楽賞を受賞。
2006年、スペイン・オペラへのデビューであるスペイン・オヴィエド歌劇場での「ねじの回転」（ベンジャミン・ブリテン作曲）は、同劇場新演出オペラのベスト・パフォーマンス・オヴ・ザ・イヤーに選出された。
2012年、NHK大河ドラマ「平清盛」の劇中音楽（テーマ音楽以外の音楽）の指揮を務める。2016年3月にブリュッセルでオーギュスタン・デュメイ、ヴァレリー・アファナシエフと共演。2017年5月にはダブリンでアイルランド国立交響楽団の2016/17シーズンのファイナル定期演奏会にグスタフ・マーラー「交響曲第5番」第5交響曲で客演。その模様はヨーロッパ各地でFM生放送された。

## 人物
父方の曾祖父は国文学者の藤岡作太郎（東甫）、祖父は埼玉大学、山梨大学の学長を務めた物理学者の藤岡由夫、父は工学者（レーザー工学）の藤岡知夫である。母方の五世祖父は蘭学者の箕作阮甫、高祖父は蘭学者・教育者の箕作秋坪、曾祖父は東京帝国大学総長、学習院総長、京都帝国大学総長を歴任した数学者の菊池大麓、祖父は物理学者の菊池正士である。
幼少期は妹達と就寝時にヴェルディの歌劇「椿姫」を聴きながら寝ていた。そのLPはハイライト盤だったため、小学校4年生頃に自身のこづかいで全曲盤のトスカーニのLPを購入した。その後本人曰く、トスカーニ信者となり、指揮者を夢見る。チェロを始めたのも、トスカーニがチェリストだったためである。中学・高校の同級生に政治家の河野太郎、中学の同級生にヴァイオリニストの千住真理子、小学校・高校の同級生に中川勝彦がいる。
渡邉暁雄の最晩年に師事しており、渡邉の「最後の愛弟子」とされる（公式ファンサイトでの本人の弁では、渡邉の自宅に出向いて勉強、また鞄持ちや運転手、電話番、池の鯉への給餌までこなす書生・内弟子の扱い）。渡邉に師事する前（高校時代）は小林研一郎の門下であり、他に松尾葉子にも師事している。師弟関係にはないが渡英中にゲオルク・ショルティのアシスタントを数回務め、薫陶を受けており、指揮者にとって絶対不可欠なものを心に焼き付けられたという。
渡邉暁雄の流れを汲み、ジャン・シベリウスをはじめとする北欧の音楽を得意とし、2012年より関西フィルハーモニー管弦楽団でシベリウスの交響曲チクルスを始めている。他にイギリスの音楽や、ドミートリイ・ショスタコーヴィチなどロシア・ソヴィエトの音楽を多く取り上げる。日本デビューは1995年の日本フィルハーモニー交響楽団定期演奏会であったが、このときの曲がショスタコーヴィチの「交響曲第7番」であった。デビュー公演でこの大曲を見事に演奏したことから、同年すぐに日本フィルの指揮者に就任している。また、渡邉の教えに従い、現代日本人作曲家の作品の紹介にも力を入れており、特に高校と大学の先輩である吉松隆の作品の多くを初演し、「交響曲第3番」の献呈も受けている。イギリスのシャンドス・レーベルより吉松作品のCDをリリースしている。他に一柳慧や黛敏郎、さらには菅野祐悟、大島ミチル、林そよかも多く取り上げている。ALM RECORDSからは関西フィルハーモニー管弦楽団との共演でシベリウス交響曲全曲とヴァイオリン協奏曲（独奏は楽団コンサートマスターを務めていた岩谷祐之）を収めたディスクも発売された。
日本のクラシック界の未来は地方でどれだけ裾野を拡げられるかを大きな一つの課題として捉えている。ここから、コンサートのトークではしばしばクラシック音楽の敷居について触れ、「クラシック音楽は分かるか分からないかではなく、感じるか感じないか」であると語っており、山下達郎などのJ-POPや、プログレッシブ・ロックといったクラシック音楽以外のジャンルにも深い興味がある。また関西フィルハーモニー管弦楽団との出会いについて「朝比奈隆先生と大阪フィルに憧れていて、東京以外の街のオーケストラと仕事をしたいと思っていたときに、関西フィルと出会った」「天命」と語っている。2014年に「ノリチカ」「サッチー」と呼び合うほどの親友である飯森範親が同じ大阪府に本拠を置く日本センチュリー交響楽団首席指揮者に就任後は、共同しての企画を行ったこともある。
趣味はジムで泳ぐこと。

## メディア出演
- エンター・ザ・ミュージック（2014年10月7日 - BSジャパン） - 司会[5]
- 東急ジルベスターコンサート（テレビ東京系列） - 指揮
  - 1998年 - 1999年：同番組最大の売りであるカウントダウン曲はジョージ・ガーシュウィン「ラプソディ・イン・ブルー」（ピアノ独奏は前田憲男）。藤岡にとって初のテレビ出演（同番組は生放送）であり、毎年同番組の演奏を務める東京フィルハーモニー交響楽団との共演も初めてであった。また司会まで行った[6]。
  - 2012年 - 2013年：カウントダウン曲はエドワード・エルガーの行進曲「威風堂々」第1番。0:00の年明けの瞬間に終わった演奏に司会の森本智子が感激して泣き出すハプニングが起きた。この出演が「エンター・ザ・ミュージック」が企画されるきっかけとなった[7]。